# Дюмеєво
Дюме́єво (рос. Дюмеево, башк. Дөмәй) — село у складі Ілішевського району Башкортостану, Росія. Адміністративний центр Дюмеєвської сільської ради.
Населення — 851 особа (2010; 878 у 2002).
Національний склад:
- башкири — 96 %

Стара назва — Стародюмеєво.
У селі народились:
- татарський поет та перекладач Латипов Галімзян Шакірзянович (1912-1987)
- голова президії Верховної ради Татарстану Батиєв Саліх Гілімханович (1911-1985)